# Volumul 1 (Nicolae Guță)
Discul Nicolae Guță, cunoscut mai târziu ca Volumul 1 (al seriei discografice Nicolae Guță), este albumul de debut al cântărețului rom din România Nicolae Guță. Materialul a fost lansat în 1994 de către casa de discuri AudioTim & Ralina și conține piese în limbile română și romani (țigănește).
Orchestra de acompaniament cuprinde următoarea instrumentație: vioară, acordeon, saxofon, chitară electrică și sintetizator. Cel din urmă execută și linia basului (la mâna stângă).

## Lista pistelor
1. Instrumentală (2:42)
2. Fă, muiere, tăieței (2:51)
3. Unde esti (4:35)
4. Nu știu ce aștepți de la mine (5:23)
5. Ciurărita hai avri (4:30)
6. La fântâna părăsită (6:40)
7. Hai da duma corcoro (2:42)
8. Am băut trei roumane (7:29)
9. Devla devla lovei cimgau (4:38)
10. Muiere, dacă oi muri (9:44)
11. Pentru tine, că îmi ești dragă (3:32)
12. Anii mei (4:38)